# Colônia Nova Itália
A Colônia Nova Itália (ou Dom Afonso) começou a constituir-se em 1836 na então província de Santa Catarina (Brasil) com a chegada da Europa de 132 imigrantes do Reino da Sardenha, que foram colocados pelo italiano Carlos Demaria e pelo suiço Hennrique Schutel, à margem do rio Tijucas Grandes, imediações de São João Batista, então pertencente ao município de São Miguel. Para a primeira instalação o governo provincial fez aos empreendedores uma concessão especial de mil braças, com caráter provisório e ainda não demarcadas, à qual foi posteriormente acrescida outra de duas léguas em quadro, compreendendo as duas margens do rio.
Em virtude da lei provincial n. 7 de 15 de junho de 1836 os concessionários eram obrigados a demarcar as terras no prazo de dois anos e a distribuir os lotes no máximo e quatro anos. Pelo fato de não ter sio obedecido esta cláusula e por ter surgido um litígio com os outros interessados, na primeira concessão, o certo é que a fundação da colônia foi cheia de lutas e de dificuldades.
À primeira leva de colonos não sucederam outras. Em 1837 houve uma incursão de bugres e em 1838 sobreveio grande inundação, o que causou a retirada de muitos colonos. Em fins de 1838, só existiam ali 30 famílias com 122 pessoas. Em 1839, tendo nascido na colônia 14 e sendo assassinados pelos bugres 8, existiam 128 pessoas. Em 1842 houve um pequeno aumento, sendo registrados 29 famílias com 133 pessoas. A seguir houve contestações entre os empreendedores, colonos e outros interessados e, por fim, mesmo com o próprio governo provincial que queria obrigar os contratantes à demarcação da concessão, obrigação esta expressa na lei já citada.
Os colonos foram muitos oprimidos pelos administradores do empreendimento. Há alguns relatos de fatos que atestam o ocorrido.
Em 1854 a colônia era considerada como que fazendo parte da freguesia de São João Batista, não possuindo regime especial de colônia e regendo-se como os demias vizinhos pelas leis comuns. Seus habitantes eram católicos e viviam em harmonia com os naturais do país, cujos costumes em pouco tempo adotaram.